# Таксометр

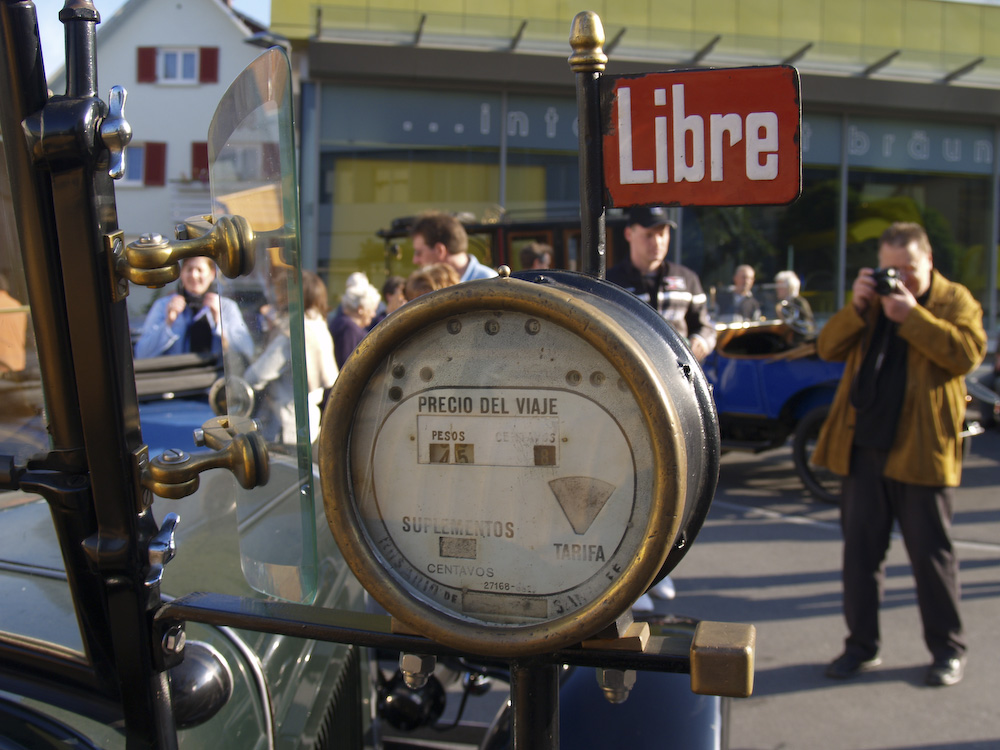
Механический таксометр

Таксо́метр (от фр. Taximètre «счётчик цены») — прибор, устанавливаемый в автомобилях такси для определения стоимости проезда.
Принцип работы таксометра заключается в измерении расстояния, пройденного автомобилем, и умножении на постоянную величину, задаваемую при программировании таксометра (обычно это стоимость одного километра пути). При скорости автомобиля ниже пороговой (обычно это 5-25 км/ч, в каждой стране по-своему) либо остановке прибор переключается в режим учёта времени простоя (время*стоимость минуты простоя). Кроме того, таксометры обычно позволяют задавать стартовый тариф «за посадку».

## История

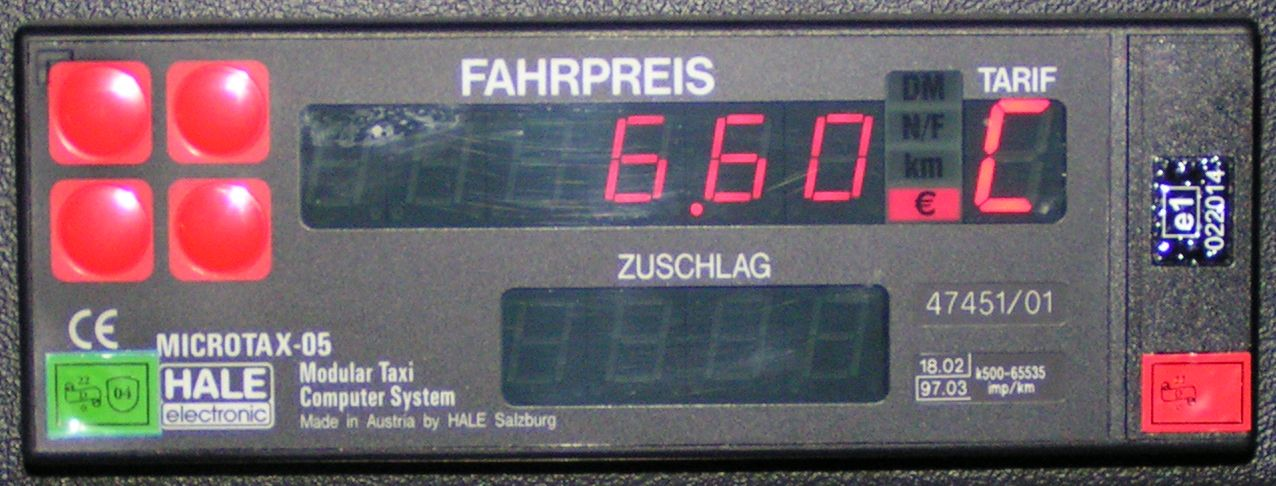
Электронный таксометр

Первые моторизированные наемные экипажи — фиакры (фр. fiacre) — появились во Франции в 1896 году, но особым успехом не пользовались. Бедным они были не по карману, у богачей имелись свои личные экипажи, а средний класс рисковал воспользоваться их услугами лишь в исключительных случаях. Причиной тому было отсутствие строгого единого тарифа на перевозку. В 1891 году немецкий ученый Вильгельм Брун изобрел первый таксометр, и ситуация стала быстро меняться. В 1907 году на улицах Лондона появились первые таксомоторы, оборудованные таксометрами, и спрос на услуги такси резко возрос.
Следует отметить, что самими таксистами новшество было воспринято недружелюбно, ибо мешало утаивать часть прибыли от хозяев таксопарка и назначать за проезд заведомо завышенную цену в зависимости от выгоды ситуации (ночь, путешествие в криминальный район города, дождь, мороз и т. д.). Но рынок заставил нечистоплотных водителей изменить поведение или покинуть этот бизнес, и в скором времени компания «Renault» наладила серийное производство машин, уже оборудованных таксометрами.

## Современное состояние

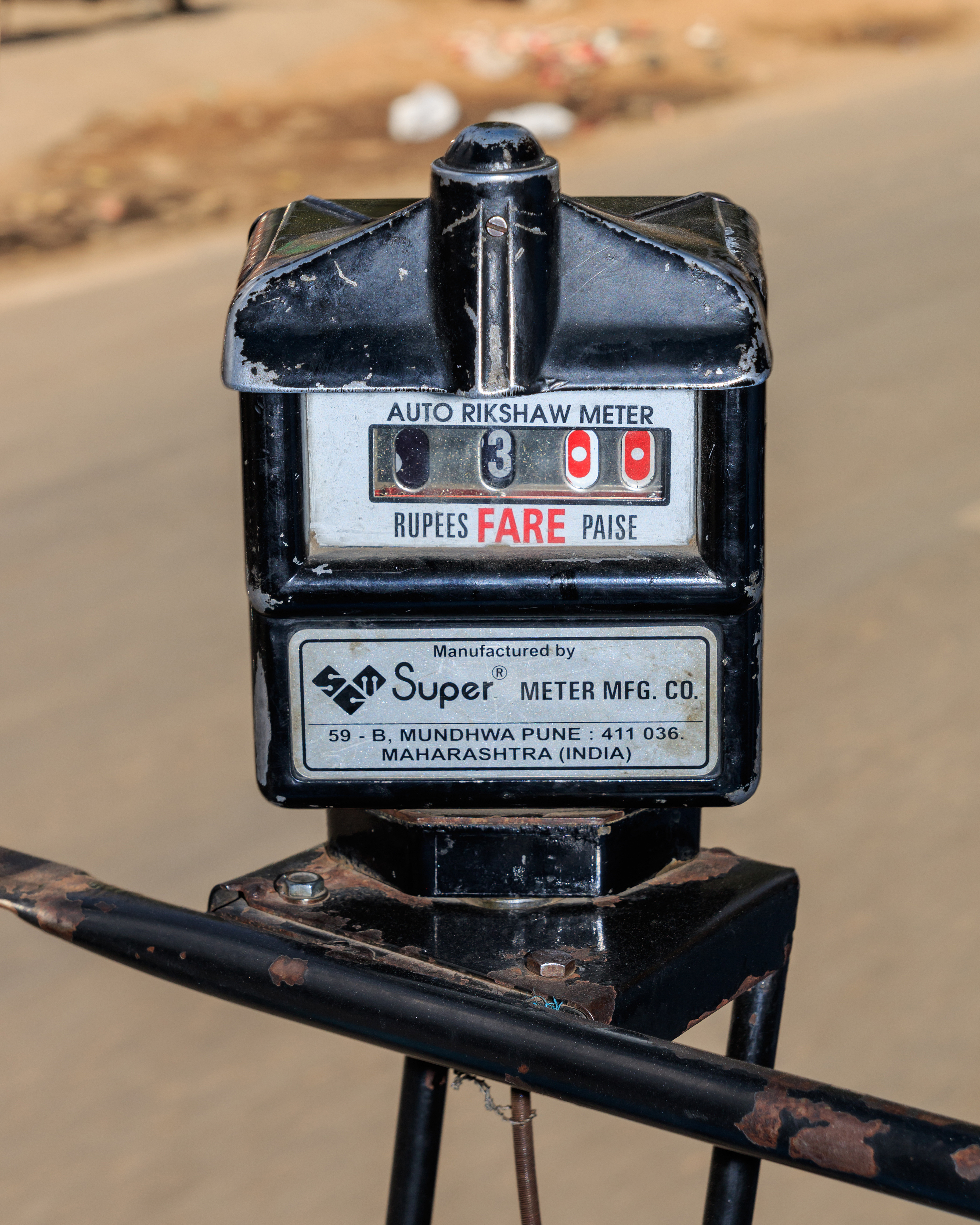
Таксометр авторикши в Индии

Война между таксистами и владельцами таксопарков не прекратилась до сих пор. В странах бывшего СССР популярно воровство у владельцев (скрытие заработков), а за рубежом — обман клиента.
До начала XXI века почти все таксометры были механическими. Это накладывало определенные ограничения (невозможность оперативной смены тарифов, отсутствие гибкости в системе расчетов), и с развитием микропроцессорной техники они были заменены на электронные таксометры. Необходимость первой замены возникла, когда появились новые автомобили, начинённые электроникой. Отсчёт расстояния они осуществляли с помощью электронного датчика, расположенного на коробке передач автомобиля, и подсоединение механических таксометров без серьёзных вмешательств в автомобиль стало невозможно. Некоторое время производители автомобилей делали специальные гнёзда для таких подключений.
С появлением электронных таксометров борьба обострилась. Для любителей не включать таксометр были придуманы датчики пассажиров. Для тех, кто днём включал ночной тариф (который, как правило, дороже), изобрели внешние индикаторы тарифов. Для того, чтобы сориентировать клиента в ценах, появились индикаторы тарифов. Для того, чтобы можно было предъявить доказательства в случае некачественного оказания услуг или попытки обмана, были введены печатающие устройства, печатающие полную информацию о поездке (расстояние, суммы по всем видам оплат).
В настоящее время всё большую актуальность набирают так называемые GPS-таксометры.
Их работа основана на получении исходных данных о пройденном пути не от электронного датчика, расположенного на коробке передач автомобиля, а от GPS-модуля, встроенного в устройство.
Таким образом, они могут быть представлены в виде программного продукта для GPS-навигаторов. К основным преимуществам таких устройств следует отнести:
1. Отсутствие необходимости подключения и, как следствие, невмешательство в электрическую схему автомобиля;
2. Возможность использования таксометра в качестве GPS-трекера. Это позволяет владельцу информационно-диспетчерской службы оперативно и в режиме реального времени отслеживать как местоположение автомобиля — принадлежащего, как правило, другому субъекту предпринимательской деятельности — таксисту, — так и различные параметры заказа;
3. Возможность построения любых отчётов, позволяющих объективно оценить весь путь и качество выполнения заказа;
4. Интеграция таксометра с программным обеспечением информационно-диспетчерской службы.

Пример успешного использования такого таксометра можно увидеть в разделе «Ссылки».

## Методы расчёта цены
Кроме стандартных (расстояние и время), есть и другие методы расчёта, расширяющие обычные понятия. Так, в некоторых странах было введено понятие «минимальной цены»: пассажир должен проехать некоторое минимальное расстояние, чтобы эксплуатация автомобиля окупилась. Пример: владелец оценил, что многие клиенты любят ездить за угол дома в магазин. Но расстояние от стоянки автомобиля до дома клиента может превышать расстояние, которое проедет клиент. Поэтому владелец такси решает, что эксплуатация автомобиля будет оправдана, если клиент будет проезжать хотя бы 3 километра.
Таксометры, как правило, позволяют работать по нескольким тарифам. Это было придумано именно в целях борьбы за клиента. Например, таксометры позволяют автоматически переключаться с дневного тарифа на ночной и обратно. В некоторых странах также есть тарифы «Пригородный», VIP и т. п.
Некоторые службы такси также вводят скидки для постоянных клиентов.

## Особенности работы
Таксометр является как средством измерения (расстояния, времени), так и кассовым аппаратом. Как средство измерения для подтверждения правильности подсчёта он должен проходить поверку. Как кассовый аппарат он должен соответствовать требованиям, предъявляемым к ним.